# Pursuit Force
Pursuit Force är ett racingspel från 2005, utvecklat av Bigbig Studios och utgivet av Sony Computer Entertainment. Spelet är ett speciellt racingspel där man kan hoppa från bil till bil. Spelaren tar rollen som en polisagent som bekämpar olika brott i en fiktiv stat i USA, där det finns många olika kriminella gäng att handskas med. Spelaren måste försöka att ta vara på olika motorfordon samtidigt som man är inblandad i eldstrider på hastigheter över 240 km/timmen. En uppföljare till spelet har gjorts vid namn Pursuit Force: Extreme Justice, som släpptes den 29 januari, 2008.